# Grand bolide diurne de 1972
Le Grand bolide diurne de 1972 (ou US19720810) est un bolide rasant qui est passé à moins de 57 kilomètres de la surface de la Terre à 20 h 29 UTC le 10 août 1972. Il est entré dans l'atmosphère terrestre à une vitesse de 15 km/s en plein jour au-dessus de l'Utah, (14 h 30 heure locale) et se dirigeant vers le nord, quittant l'atmosphère au-dessus de l'Alberta, au Canada. Il a été vu par de nombreuses personnes et enregistré sur film et par des capteurs spatiaux. Un témoin oculaire de l'événement, situé à Missoula, au Montana, a vu l'objet passer directement au-dessus de lui et a entendu un double bang supersonique. La traînée de fumée a persisté dans l'atmosphère pendant plusieurs minutes.
Ce passage atmosphérique a modifié la masse et l'orbite de l'objet autour du Soleil, mais il est probablement toujours sur une orbite croisant celle de la Terre et on pense qu'il est de nouveau passé près de la Terre en août 1997. Cependant le site Web de l'Union astronomique internationale déclare que ces « suggestions n'ont pas été étayées ».

## Description

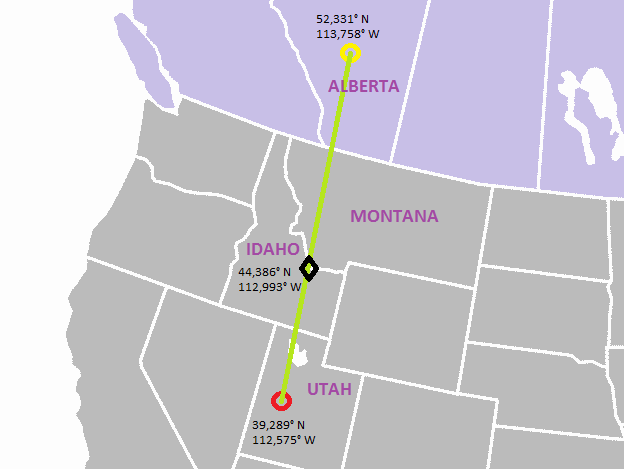
Trajectoire du bolide.

L'analyse de son apparence et sa trajectoire a montré l'objet mesurait environ de 3 à 14 m de diamètre, selon sa nature, soit une comète, faite de glace, ou un astéroïde chondrite carbonée donc plus dense,. D'autres sources l'ont identifié comme un astéroïde Apollon géocroiseur qui croiserait à nouveau la Terre en août 1997. En 1994, l'astronome tchèque Zdeněk Ceplecha a réanalysé les données et a suggéré le passage aurait réduit la masse de l'astéroïde à environ un tiers ou la moitié de sa masse d'origine (réduisant son diamètre à 2 ou 10 mètres).
L'objet a été suivi par des systèmes de surveillance militaires et suffisamment de données ont été obtenues pour déterminer son orbite avant et après son passage de 100 secondes dans l'atmosphère terrestre. Sa vitesse a été réduite d'environ 800 m/s et la rencontre a considérablement modifié son inclinaison orbitale de 15 degrés à 7 degrés.

## Dans la culture populaire
Le météoroïde US19720810 est décrit dans la préface du premier chapitre du roman Le Marteau de Dieu de Arthur C. Clarke.
Le clip montrant ce bolide est montré dans le téléfilm de 1994 Without Warning (en), dans lequel il est décrit comme un astéroïde de 500 mètres manquant la Terre de quelques centaines de mètres.